# رابطة الجامعات البحثية الأوروبية
رابطة الجامعات البحثية الأوروبية (بالإنجليزية: League of European Research Universities)، وتعرف بالاختصار LERU، تأسست عام 2002، هي تجمع يضم نخبة من أبرز وأشهر جامعات أوروبا البحثية. تضم حتى عام 2010 عددا من الجامعات البحثية بلغ 21 جامعة.

## التأسيس
تأسست الرابطة سنة 2002 كشراكة بين 12 من أكبر جامعات أوروبا البحثية، وفي سنة 2010 وسعت الرابطة عضويتها لتضم 21 جامعة. مقر الرابطة في مدينة لوفن البلجيكية وأمينها العام الحالي هو البروفيسور كورت ديكيتيلير.

## الجامعات الأعضاء بالرابطة

### إسبانيا
- جامعة برشلونة

### ألمانيا
- جامعة فرايبورغ
- جامعة ميونيخ
- جامعة هايدلبرغ

### إيطاليا
- جامعة ميلانو

### بلجيكا
- جامعة لوفان الكاثوليكية

### السويد
- جامعة لوند

### سويسرا
- جامعة جنيف
- جامعة زيورخ

### فرنسا
- جامعة باريس 6 (جامعة بيير وماري كوري)
- جامعة ستراسبورغ
- جامعة باريس الجنوبية

### فنلندا
- جامعة هلسنكي

### المملكة المتحدة
- امبريال كوليدج لندن
- كلية لندن الجامعية
- جامعة كامبردج
- جامعة إدنبرة
- جامعة أكسفورد

### هولندا
- جامعة أمستردام
- جامعة ليدن
- جامعة أوتريخت

## وصلات خارجية
- الموقع الرسمي للرابطة نسخة محفوظة 4 يونيو 2010 على موقع واي باك مشين.